# Капиданцы (Свечинский район)
 Капиданцы  — остановочная платформа в Свечинском районе Кировской области.

## География
Расположена на расстоянии примерно 14 км по прямой на восток от районного центра поселка Свеча у железнодорожной линии Свеча-Котельнич.

## История
Известна с 1939 года как разъезд Капитанцы, в 1950 уже разъезд № 67 с 29 жителями и 7 хозяйствами, в 1989 15 жителей. В 2006—2010 годах находилась в составе Шмелевского сельского поселения, в 2010—2019 Свечинского сельского поселения.

## Население
| 2010 |
| ---- |
| 10   |

Постоянное население составляло 11 человек (русские 91 %) в 2002 году, 10 в 2010.